# Corrida de toras de buriti
Corrida de toras de buriti é um esporte-ritual praticado por alguns povos indígenas do Brasil de cultura macrô-jê, em especial: Xavante (MT), Xerente (TO), Krahô (TO), Kanela (MA), Krikati (MA), Apinajé (MA) e Gavião (PA).
O esporte consiste numa disputa entre duas equipes que correm revezando toras de buriti ou de outra árvore, que pesam entre 100 kg a 120 kg para homens e entre 60 kg a 80 kg para as mulheres. O percurso varia entre 10 a 15 km.